# Том Катена
Томас Джерард Катена (нар. 27 квітня 1964)— американський лікар, який працює у Гіделі у Нубійських горах Судану з 2008 року. 28 травня 2017 року він став лавреатом другої щорічної премії «Аврора» за пробудження людства, отримавши грант у розмірі 100 000 доларів США та додатковий один мільйон доларів для трьох гуманітарних організацій на свій вибір. Його порівнюють з медичним місіонером XX століття Альбертом Швейцером. У «Нью-Йорк таймс» вийшла інструкція, як зробити пожертвування для Катени. У 2018 році доктор Катена отримав призначення очолити гуманітарну ініціативу «Аврора».

## Молодість й освіта
Народився в Амстердамі, штат Нью-Йорк, у родині італоамериканського судді Джина Катени та його дружини Ненсі. Катена ріс з шістьма братами та сестрою. Його брат Пол — католицький священник.
Катена закінчив Амстердамську середню школу, а потім здобув ступінь бакалавра машинобудування у Браунському університеті у 1986 році Стуентом Катена грав на позиції захисника в університетській футбольній команді та був членом братства Delta Phi. У 1987 році він рік працював учителем англійської мови у Токіо. Пізніше він здобув ступінь з медицини в Дьюкському університеті за стипендію ВМС США.

## Кар'єра
На 4 курсі у Дьюкському університеті Катена вирушив у свою першу місію до Кенії у 1992 році. Після закінчення навчання пройшов однорічну інтернатуру з внутрішніх захворювань у Військово-морському медичному центрі Сан-Дієго у 1993 році, а пізніше приєднався до ВМС США. Протягом наступних чотирьох роківслужив льотним хірургом; на цій посаді він працював на військово-морській базі підтримки Дієго Гарсія з 1994 до 1995 рік. Після звільнення з військово-морського флоту у 1997 році Катена розпочав аспірантуру з сімейної медицини у лакарні у Терре-Хот, штат Індіана, а також брав участь в одномісячних медичних поїздках до Гаяни (1997) та Гондурасу (1998).
Після закінчення контракту у 1999 році Катена вирішив продовжити волонтерство у складі католицької медичної місії (CMMB) і провів два з половиною роки лікарем-місіонером у лікарні Богоматері Лурдської Мутомо у сільському поселенні Мутомо, Кенія. З 2002 до 2007 рік працював консультантом у приватному госпіталі у Найробі.

### Діяльність у Судані
З CMMB Катена зголосилася допомогти римо-католицькій єпархії Ель-Обейд заснувати лікарню Матері Милосердя у Нубійських горах, яку побудував у 2007 році єпископ Макрамом Максом Гассіс і розпочала свою діяльність у березні 2008 року. Регіон був зоною активного конфлікту з середини 1980-х років, з коротким періодом миру з 2002 до початку 2011 року, і Катена — єдиний хірург для населення у 750 000 осіб. Територія обслуговування лікарні охоплює приблизно одну третину Південного Кордофана, це приблизно за розміром Австрія. Пацієнти часто добираються до лікарні Матері Милосердя пішки або автостопом до тижня. У лікарні зазвичай перебуває 300—450 пацієнтів. Пацієнти звертаються з різними захворюваннями, починаючи від переломів, діареї, захворювань щитоподібної залози та раку, але також все більше жертв бомбардувань або недоїдання, спричинених війною.

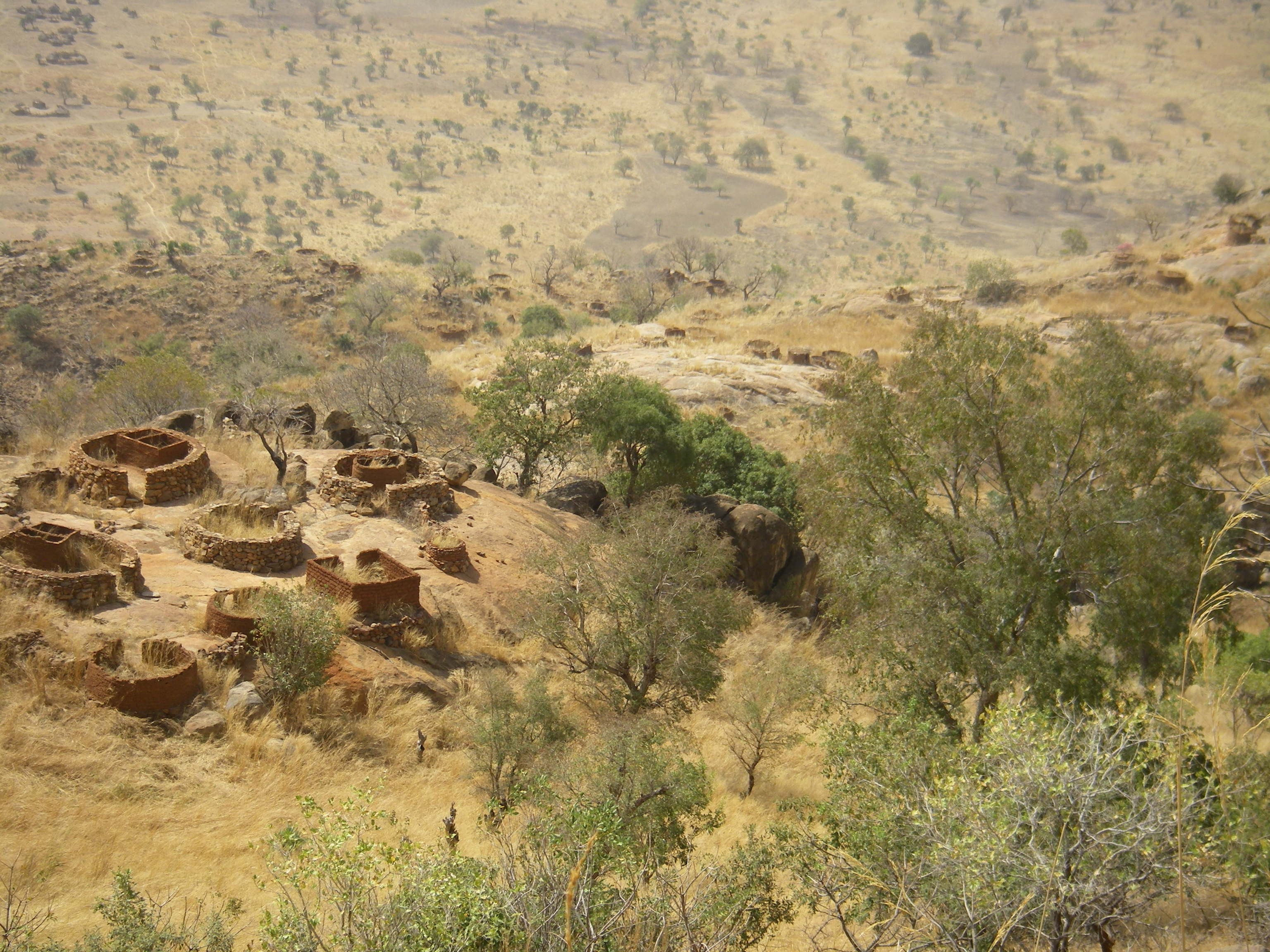
Покинуте село у Нубійських горах часів попередньої громадянської війни. Селяни рухалися у гори, щоб уникнути ополчення.

Гуманітарна допомога обмежена, заборона, яку Катена порушує. Дуже мало недержавних організацій працює у регіоні через політику уряду Хартума. З 2012 року допомога прямо не заборонена, але на практиці волонтери не можуть дістатися до регіону. Німецькі лікарі невідкладної допомоги та Samaritan's Purse були присутні станом на 2013 рік, але організації не наймали кваліфікованих лікарів у регіоні. Через обмеження Катена іноді користується методами лікування, які застосовувались понад десять років тому. Його щомісячний дохід 350 доларів, а працює він цілодобово. Він залучає місцеву громаду до роботи як медсестер й санітарів, відправляючи їх на навчання до Кенії, Південного Судану та Уганди.
У травні 2014 року лікарня Матері Милосердя була обстріляна винищувачами Су-24 ПС Судану, хоча тоді ніхто не постраждав. У рамках підготовки на випадок бомбардувань у комплексі тепер створили кілька окопів, де пацієнти та персонал можуть сховатися.
У роботі Катена покладається на свою католицьку віру та каже, що його надихає святий Франциск Ассізький. Він відомий місцевим жителям як «доктор Том» і користується широкою повагою серед населення. Місцевий мусульманський лідер сказав про Катену: «Він — Ісус Христос», завдяки тому, що Катена постійно зцілював хворих, допомагав кульгавим ходити та прозрівати сліпим.
З 2016 року Катена є членом відбіркового комітету щорічної премії Герсона Л'Шейма за видатне служіння у християнській медичній місії. У 2018 році він отримав призначення голови гуманітарної ініціативи «Аврора», цю посаду він обіймає на додаток до своєї діяльності у Судані.

## Визнання
- 2022 — почесний ступінь доктора наук Дьюкського університету[18]
- 2020 — премія Герсона Л'Шейма за «видатне християнське медичне місіонерське служіння», «Африканська місія з охорона здоров'я»[19]
- 2018 — Catholics in Media Associates (CIMA) Social Justice Award[20]
- 2017 — премія «Аврора» за пробудження людства[21]; окрім отримання гранту у розмірі 100 000 доларів США, Катена розподілив додаткові 1 000 000 доларів США між:
  - Африканська місія з охорони здоров'я (AMHF), США
  - Рада католицької медичної місії (CMMB), США
  - Акція Канчанабері, Німеччина
- 2017 — Почесний доктор Єреванського державного медичного університету[22]
- 2016 — почесний ступінь доктора медичних наук Браунського університету[23]
- 2015 — «Тайм» 100[24]
- 2015 — Золота медаль Національної футбольної фундації (NFF)

## Особисте життя
З травня 2016 року Катена одружений з Насімою, медсестрою. У них є син.